# 오캠
오캠(oCam)은 대한민국의 소프트웨어 기업 오소프트가 개발한 소프트웨어의 하나로서 사용하기 쉽고 편한 화면 녹화 프로그램이다. PC 모니터 화면을 실시간으로 녹화할 수 있는 기능도 제공된다.

## 개요
오캠에는 동영상 녹화, 화면 캡처, 캡처된 동영상의 위치 열기, 코덱 설정 기능이 지원된다. 또, 사용자가 직접 녹화 영역을 지정할 수 있으며 방향키와 일부 특수키(Ctrl, Shift)를 함께 사용하여 세밀한 영역 이동을 허용한다.